# Pietsch Béla
Pietsch Béla (Fehérvíz, 1887. február 12. – Galac, 1958. november 26.) ügyvéd, a Szoboszlay-per börtönben elhunyt áldozata.
Szülei Lajos és Aranka, tisztviselők, harminc hold földön gazdálkodtak.
Nyugdíjas ügyvéd, nős, három gyermek édesapja, aki korábban az ügyvédi praxis mellett harminc hold földön gazdálkodott, tehát 1948 után kuláknak számított.
Fia, Pietsch Miklós többször utal arra, hogy az édesapja írói vénával megáldott értelmiségi volt, aki a börtönben eljátszotta saját színdarabjait.
Pietsch Béla Miklós fia révén ismerkedett meg Szoboszlay Aladárral és Huszár Józseffel, valamint az általuk kidolgozott pártprogrammal 1957 januárjában. Mivel tudták, hogy ki szeretne szökni nyugaton élő fiához, ezért megegyeztek, hogy elviszi magával a pártprogramot, és megpróbál külföldi segítséget intézni. Figyelmébe ajánlották Mikó Istvánt, aki állítólag ismerte a határon való átszökés módozatait. Fel is kereste Mikót, és érdeklődött nála, hogyan lehet átszökni a határon. Mikó provokátornak nézte, és kipenderítette a számára gyanús alakot. Pietsch Bála visszatért Aradra, és lemondott a határon való átszökés gondolatáról. 
1958. január 7-én tartóztatták le, és április 18-ig vallatták. A fiával való kapcsolat és a határon átszökés terve érdekelte a vallatókat. A hadbíróság végül feljelentés elmulasztása miatt hét év szigorított fegyházbüntetésre és személyi vagyona elkobzására ítélte. A Szoboszlay-periratban Adalbert néven szerepel. 
Az akkor már hetvenegy éves ügyvéd Temesváron, Aradon, Jilaván, Galacon és Szamosújváron raboskodott. A galaci börtönben hunyt el 1958. november 26-án. Karácsonyi István és Szörcsey Elek mellett ő is a Szoboszlay-per börtönben elhunyt áldozata.
A budapesti rákoskeresztúri temető 301-es parcellában felállított emlékművön az 1956-os forradalom erdélyi mártírjainak névsorában tévesen dr. Pics Aladárként szerepel.

## Forrás
Tófalvi Zoltán: 1956 erdélyi mártírjai. I. Mentor, Marosvásárhely, 2007.